# Solució electrobuit
En la relativitat general, una solució d'electrobuit (electrobuit) és una solució exacta de l'equació de camp d'Einstein en la qual l'única massa-energia no gravitatòria present és l'energia de camp d'un camp electromagnètic, que ha de satisfer les equacions de Maxwell (espai-temps corbat) lliure de font, adequades a la geometria donada. Per aquest motiu, els electrobuits de vegades s'anomenen solucions d'Einstein-Maxwell (sense font).

## Definició
En la relativitat general, la configuració geomètrica dels fenòmens físics és una varietat lorentziana, que s'interpreta com un espai-temps corbat i que s'especifica mitjançant la definició d'un tensor mètric. {\displaystyle g_{ab}} (o definint un camp de marc). El tensor de curvatura de Riemann {\displaystyle R_{abcd}} d'aquesta varietat i magnituds associades com el tensor d'Einstein {\displaystyle G^{ab}}, estan ben definits. En la relativitat general, es poden interpretar com a manifestacions geomètriques (corbadura i forces) del camp gravitatori.
També hem d'especificar un camp electromagnètic definint un tensor de camp electromagnètic {\displaystyle F_{ab}} a la nostra varietat Lorentziana. Per classificar-se com a solució d'electrobuit, aquests dos tensors han de complir les dues condicions següents
1. El tensor del camp electromagnètic ha de satisfer les equacions de camp de Maxwell corbes lliures de font {\displaystyle \,F_{ab;c}+F_{bc;a}+F_{ca;b}=0} i {\displaystyle {F^{jb}}_{;j}=0}
2. El tensor d'Einstein ha de coincidir amb el tensor d'estrès electromagnètic-energia, {\displaystyle G^{ab}=2\,\left(F^{a}{}_{j}F^{bj}-{\frac {1}{4}}g^{ab}\,F^{mn}\,F_{mn}\right)}.

La primera equació de Maxwell es compleix automàticament si definim el tensor de camp en termes d'un vector potencial electromagnètic {\displaystyle {\vec {A}}}. Pel que fa al covector dual (o potencial d'una forma) i a la forma electromagnètica de dues formes, ho podem fer configurant {\displaystyle F=dA}. Aleshores només cal assegurar-nos que les divergències s'esvaeixen (és a dir, que la segona equació de Maxwell es compleix per a un camp lliure de font) i que l'estrès-energia electromagnètica coincideix amb el tensor d'Einstein.

## Invariants
El tensor del camp electromagnètic és antisimètric, amb només dos invariants escalars algebraicament independents,
{\displaystyle I=\star (F\wedge \star F)=F_{ab}\,F^{ab}=-2\,\left(\|{\vec {E}}\|^{2}-\|{\vec {B}}\|^{2}\right)}
{\displaystyle J=\star (F\wedge F)=F_{ab}\,{\star F}^{ab}=-4\,{\vec {E}}\cdot {\vec {B}}}

Aquí, l'estrella és l'estrella Hodge.
Amb aquests, podem classificar els possibles camps electromagnètics de la següent manera:
1. Si però , tenim un camp electroestàtic, el que significa que alguns observadors mesuraran un camp elèctric estàtic i cap camp magnètic.
2. Si però , tenim un camp magnetoestàtic, el que significa que alguns observadors mesuraran un camp magnètic estàtic i cap camp elèctric.
3. Si , es diu que el camp electromagnètic és nul, i tenim un electrobuit nul.

Els electrobuits nuls estan associats a la radiació electromagnètica. Un camp electromagnètic que no és nul s'anomena no nul, i llavors tenim un electrobuit no nul.

## Tensor d'Einstein
Els components d'un tensor calculats respecte d'un camp de trama en lloc de la base de coordenades s'anomenen sovint components físics, perquè aquests són els components que poden (en principi) ser mesurats per un observador.
En el cas d'una solució d'electrobuit, un marc adaptat
{\displaystyle {\vec {e}}_{0},\;{\vec {e}}_{1},\;{\vec {e}}_{2},\;{\vec {e}}_{3}}
sempre es pot trobar en què el tensor d'Einstein tingui una aparença particularment simple. Aquí, s'entén que el primer vector és un camp vectorial unitari temporal ; això és tangent a tot arreu a les línies del món de la família corresponent d' observadors adaptats, el moviment dels quals està "alineat" amb el camp electromagnètic. Els tres últims són camps vectorials unitaris espacials.
Per a un electrobuit no nul, es pot trobar un marc adaptat en el qual el tensor d'Einstein pren la forma
{\displaystyle G^{{\hat {a}}{\hat {b}}}=8\pi \epsilon \,\left[{\begin{matrix}1&0&0&0\\0&1&0&0\\0&0&1&0\\0&0&0&-1\end{matrix}}\right]}
on {\displaystyle \epsilon } és la densitat d'energia del camp electromagnètic, mesurada per qualsevol observador adaptat. A partir d'aquesta expressió, és fàcil veure que el grup d'isotropia del nostre electrobuit no nul es genera per impulsos en el {\displaystyle {\vec {e}}_{3}} direcció i rotacions sobre el {\displaystyle {\vec {e}}_{3}} eix. En altres paraules, el grup d'isotropia de qualsevol electrobuit no nul és un grup de Lie abelià bidimensional isomorf a SO(1,1) x SO(2).
Per a un electrobuit nul, es pot trobar un marc adaptat en el qual el tensor d'Einstein pren la forma
{\displaystyle G^{{\hat {a}}{\hat {b}}}=8\pi \epsilon \,\left[{\begin{matrix}1&0&0&\pm 1\\0&0&0&0\\0&0&0&0\\\pm 1&0&0&1\end{matrix}}\right]}
El fet que aquests resultats siguin exactament els mateixos en l'espai-temps corbat que per a l'electrodinàmica en l'espai-temps pla de Minkowski és una expressió del principi d'equivalència.

## Exemples
Les solucions d'electrobuit individuals no nuls destacables inclouen:
- Electrobuit de Reissner–Nordström (que descriu la geometria al voltant d'una massa esfèrica carregada),
- Electrobuit de Kerr-Newman (que descriu la geometria al voltant d'un objecte carregat i girant),
- Electrobuit de Melvin (un model d'un camp magnetoestàtic cilíndricament simètric),
- Electrobuit de Garfinkle-Melvin (com l'anterior, però que inclou una ona gravitatòria que viatja al llarg de l'eix de simetria),
- Electrobuit de Bertotti–Robinson: aquest és un espai-temps simple amb una estructura de producte notable; sorgeix d'una mena d'"explosió" de l'horitzó de l'electrobuit de Reissner–Nordström,
- Electrovacuums Witten (descobert per Louis Witten, pare d'Edward Witten).

Les solucions d'electrobuit nuls individuals destacables inclouen:
- l'ona plana electromagnètica monocromàtica, una solució exacta que és l'analògic relativista general de les ones planes en l'electromagnetisme clàssic,
- Electrobuit de Bell–Szekeres (un model d'ona plana en col·lisió).

Algunes famílies conegudes d'electrobuits són:
- Electrobuits de Weyl–Maxwell: aquesta és la família de totes les solucions d'electrobuit axisimètriques estàtiques; inclou l'electrobuit de Reissner–Nordström,
- Electrobuits Ernst–Maxwell: aquesta és la família de totes les solucions d'electrobuit axisimètriques estacionàries; inclou l'electrobuit de Kerr-Newman,
- Electrobuits de Beck-Maxwell: totes les solucions d'electrobuit cilíndricament simètriques no rotatives,
- Electrobuits Ehlers-Maxwell: totes les solucions d'electrobuit cilíndricament simètriques estacionàries,
- Electrobuits de Szekeres: tots els parells d'ones planes en col·lisió, on cada ona pot contenir radiació tant gravitatòria com electromagnètica; aquestes solucions són electrobuits nuls fora de la zona d'interacció, però generalment electrobuits no nuls dins de la zona d'interacció, a causa de la interacció no lineal de les dues ones després de xocar.

Molts espais temps d'ones pp admeten un tensor de camp electromagnètic que els converteix en solucions exactes d'electrobuit nul·les.